# Vic Aanensen
Vic Aanensen (16 januari 1953 – 13 juni 2025) was een Australianfootballspeler die met South Melbourne speelde in de Victorian Football League (VFL) en Port Melbourne in de Victorian Football Association (VFA) tijden de jaren zeventig en tachtig. 
Als ruckman, startte Aanensen zijn carrière met Port Melbourne in 1970. Hij werd overgenomen door South Melbourne in de VFL voor het seizoen in 1973 en speelde daar 40 wedstrijden voor de club voordat hij weer terugkeerde naar Port Melbourne zonder verklaring. Hij speelde een totaal van 129 wedstrijden voor Port Melbourne tijdens zijn twee periodes bij de club. Hij won tweemaal de J. J. Liston Trophy in zijn VFA carrière, in 1979 en 1981, en was drie keer de beste en eerlijkste winnaar en drie keer premiership speler voor Port Melbourne. In 2003 werd hij verkozen tot tweede ruckman in Port's officiële 'Team van de eeuw'.
Aanensen overleed op 13 juni op 72-jarige leeftijd.